# Ciudad perdida de Ingrejil
Ciudad perdida de Ingrejil, es un conjunto de rocas alineadas y menhires que se encuentran cerca al municipio de Livramento de Nossa Senhora en Brasil. 

## Ubicación
La ciudad perdida de Ingrejil se encuentra en la Serra das Almas, a 3 horas de caminata del pueblo de Itaguassú perteneciente al municipio de Livramento de Nossa Senhora, en el Estado de Bahía, en Brasil.
Es un altiplano donde la temperatura es más fresca comparado al llano de Livramento. 

## Historia
Ingrejil fue descubierta por el investigador italo-brasileño Gabriele D'Annunzio Baraldi en 1984. Se ha probado que fue habitada en el pasado por un pueblo del que no se conserva registro alguno.